# Épisodes de Son of Zorn
Cet article présente le guide des épisodes de la série télévisée américaine Son of Zorn.

## Généralités
- Aux États-Unis, la saison a  été diffusée du 11 septembre 2016 au 19 février 2017 sur le réseau Fox.
- Au Canada, la saison a été diffusée en simultanée sur le réseau Citytv[1].
- En France, la série est disponible depuis le 1er août 2018 sur Fox Play. Durant les premiers jours, seuls les épisodes 7 et 8 étaient disponibles, mais au bout d'une semaine, le reste des épisodes sont ajoutés sauf le 5. Elle a été diffusée en intégralité sur Game One entre le 9 mars et le 13 avril 2019.

## Distribution

### Acteurs principaux
- Jason Sudeikis : Zorn (voix)
- Cheryl Hines : Edie
- Tim Meadows : Craig
- Johnny Pemberton : Alangulon « Alan »
- Artemis Pebdani (en) : Linda

### Acteurs récurrents
- Mark Proksch (en) : Todd, collègue de travail de Zorn
- Tony Revolori : Scott, meilleur ami d'Alan
- Olivia Wilde : Radiana (voix)

## Épisodes

### Épisode 1: Retour dans le comté d'Orange (Return to Orange County)
- États-Unis /  Canada : 11 septembre 2016 sur Fox[2] / Citytv
- France : 9 mars 2019 sur Game One

- États-Unis : 6,13 millions de téléspectateurs[3] (première diffusion)

### Épisode 2: La Pierre de vision (Defender of Teen Love)
- États-Unis /  Canada : 25 septembre 2016 sur Fox[4] / Citytv
- France : 9 mars 2019 sur Game One

- États-Unis : 2,65 millions de téléspectateurs[5] (première diffusion)

### Épisode 3: Le guerrier au travail (War in the Workplace)
- États-Unis /  Canada : 2 octobre 2016 sur Fox / Citytv
- France : 9 mars 2019 sur Game One

- États-Unis : 3,64 millions de téléspectateurs[6] (première diffusion)

### Épisode 4: Un guerrier en week-end (The Weekend Warrior)
- États-Unis /  Canada : 16 octobre 2016 sur Fox / Citytv
- France : 9 mars 2019 sur Game One

- États-Unis : 3,78 millions de téléspectateurs[7] (première diffusion)

### Épisode 5: Au goût de Zephyria (A Taste of Zephyria)
- États-Unis /  Canada : 23 octobre 2016 sur Fox / Citytv
- France : 16 mars 2019 sur Game One

- États-Unis : 2,27 millions de téléspectateurs[8] (première diffusion)

### Épisode 6: Les deux Zorn (A Tale of Two Zorns)
- États-Unis /  Canada : 6 novembre 2016 sur Fox / Citytv
- France : 23 mars 2019 sur Game One

- États-Unis : 2,08 millions de téléspectateurs[9] (première diffusion)

### Épisode 7: La bataille de Thanksgiving (The Battle of Thanksgiving)
- États-Unis /  Canada : 13 novembre 2016 sur Fox / Citytv
- France : 1er août 2018 sur Fox Play
  - 23 mars 2019 sur Game One

- États-Unis : 3,64 millions de téléspectateurs[10] (première diffusion)

### Épisode 8: Le retour du pote alcoolique (Return of the Drinking Buddy)
- États-Unis /  Canada : 4 décembre 2016 sur Fox / Citytv
- France : 16 mars 2019 sur Game One

- États-Unis : 3,12 millions de téléspectateurs[11] (première diffusion)

### Épisode 9: La guerre de Grafelnik (The War on Grafelnik)
- États-Unis /  Canada : 11 décembre 2016 sur Fox / Citytv
- France : 30 mars 2019 sur Game One

- États-Unis : 2,88 millions de téléspectateurs[12] (première diffusion)

### Épisode 10: Amour radioactif (Radioactive Ex- Girlfriend)
- États-Unis /  Canada : 8 janvier 2017 sur Fox / Citytv
- France : 30 mars 2019 sur Game One

- États-Unis : 4,26 millions de téléspectateurs[13] (première diffusion)

### Épisode 11: La lutte de l'acceptation de soi (The Battle of Self-Acceptance)
- États-Unis /  Canada : 22 janvier 2017 sur Fox / Citytv
- France : 6 avril 2019 sur Game One

- États-Unis : 2 millions de téléspectateurs[14] (première diffusion)

### Épisode 12: À la recherche de Craig (The Quest for Craig)
- États-Unis /  Canada : 12 février 2017 sur Fox / Citytv
- France : 6 avril 2019 sur Game One

- États-Unis : 1,4 million de téléspectateurs[15] (première diffusion)

### Épisode 13: Gloire au fils de Zorn (All Hail Son of Zorn)
- États-Unis /  Canada : 19 février 2017 sur Fox / Citytv
- France : 13 avril 2019 sur Game One

- États-Unis : 1,58 million de téléspectateurs[16] (première diffusion)